# Большаков, Константин Иванович
Константин Иванович Большаков (7 сентября 1922, д. Паршиха, Тверская губерния — 4 марта 1981) — советский военнослужащий, врио командира взвода противотанковых орудий 3-го стрелкового батальона 1336-го стрелкового полка (319-я стрелковая дивизия); полный кавалер ордена Славы.

## Биография
Родился в русской крестьянской семье в деревне Паршиха (ныне — Бежецкого района Тверской области). Окончив 2 класса, работал в колхозе. 13 июля (по другим данным — 25 августа) 1941 года Бежецким РВК призван в ряды Красной Армии.
С 6 декабря 1941 года — в боях Великой Отечественной войны. Член КПСС с 1943 г. Был ранен в мае 1944.
Наводчик орудия 1336-го стрелкового полка (319-я стрелковая дивизия, 22-я армия, 2-й Прибалтийский фронт) сержант Большаков в бою за г. Крустпилс (ныне в черте г. Екабпилс, Латвия) 8.8.1944 с расчетом выкатил орудие на прямую наводку и поразил 4 огневые точки противника и до 10 гитлеровцев. 10.8.1944 первым форсировал р. Айвиексте в районе г. Плявиняс (Латвия) и огнём из орудия прикрывал переправу основных сил. 29.8.1944 награждён орденом Славы 3 степени.
22 января 1945 года К. И. Большаков с расчётом, преследуя врага вдоль побережья Балтийского моря, с открытой огневой позиции подавил 2 пулемёта. Был ранен, но не покинул поля боя. 2.02.1945 награждён орденом Славы 2 степени.
Командир орудия К. И. Большаков 7.4.1945 в бою за населённый пункт Вильки (западная окраина Кёнигсберга), находясь в боевых порядках пехоты и командуя бойцами, обеспечил успешную атаку стрелкового подразделения. Был ранен, но остался в строю. 29.6.1945 награждён орденом Славы 1 степени.
В 1945 г. демобилизован. Вернулся на родину. Трудился в колхозе. Награждён медалями.

## Награды
- Медаль «За отвагу» (6.11.1942)[1][3]
- орден Славы 3-й (29.8.1944)[4], 2-й (2.2.1945)[2], 1-й (29.6.1945)[5] степеней.

## Память
В Бежецке К. И. Большакову установлена мемориальная доска — рядом с Обелиском памяти погибшим в Великой Отечественной войне.